# 戈爾茲伯勒 (北卡羅萊納州)
戈爾茲伯勒（英語：Goldsboro）是美国北卡罗来纳州韦恩县县治，2020年時有人口33,657人。南部临近纽斯河。1961年1月24日两枚氢弹因事故被投掷在了该县以北19公里处的法罗村。